# Sơn Hòa
Sơn Hòa một huyện miền núi nằm ở phía tây tỉnh Phú Yên, Việt Nam.

## Địa lý
Huyện Sơn Hòa nằm ở phía tây của tỉnh Phú Yên, nằm cách thành phố Tuy Hòa khoảng 40 km về phía tây, có vị trí địa lý:
- Phía đông giáp huyện Tuy An và huyện Phú Hòa
- Phía tây giáp huyện Krông Pa, tỉnh Gia Lai
- Phía nam giáp huyện Sông Hinh và huyện Tây Hòa
- Phía bắc giáp huyện Đồng Xuân.

Huyện Sơn Hòa có diện tích 950,33 km² và dân số năm 2013 là 60.290 người.

## Hành chính

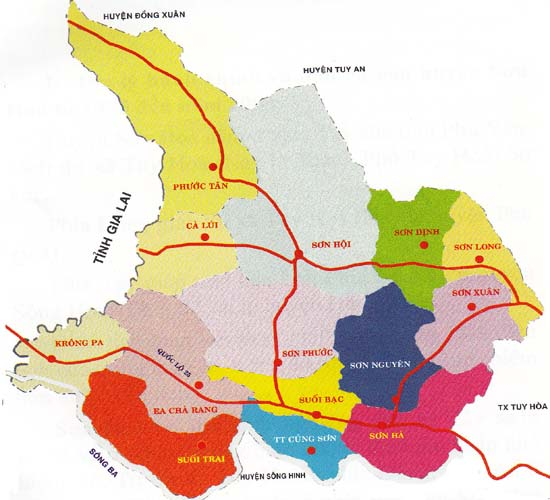
Bản đồ hành chính huyện Sơn Hòa

Huyện Sơn Hòa có 14 đơn vị hành chính cấp xã trực thuộc, bao gồm thị trấn Củng Sơn (huyện lỵ) và 13 xã: Cà Lúi, Ea Chà Rang, Krông Pa, Phước Tân, Sơn Định, Sơn Hà, Sơn Hội, Sơn Long, Sơn Nguyên, Sơn Phước, Sơn Xuân, Suối Bạc, Suối Trai.

## Lịch sử
Huyện Sơn Hòa được thành lập năm 1899, là một trong 3 huyện miền núi của tỉnh Phú Yên, có vị trí chiến lược về quốc phòng và an ninh. Huyện nằm dọc quốc lộ 25, tuyến giao thông huyết mạch nối liền các tỉnh Duyên hải Nam Trung Bộ với Tây Nguyên tạo điều kiện thuận lợi cho việc giao lưu kinh tế, văn hóa giữa miền núi và đồng bằng, tạo thời cơ để Sơn Hòa bứt phá và phát triển bền vững.
Sau năm 1975, huyện được sáp nhập với huyện Sông Hinh thành huyện Tây Sơn thuộc tỉnh Phú Khánh.
Đến ngày 27 tháng 12 năm 1984, huyện được tái lập từ huyện Tây Sơn cũ, gồm 11 xã: Cà Lúi, Krông Pa, Phước Tân, Sơn Định, Sơn Hà, Sơn Hội, Sơn Long, Sơn Nguyên, Sơn Phước, Sơn Xuân, Suối Trai và thị trấn Củng Sơn.
Ngày 30 tháng 6 năm 1989, tỉnh Phú Yên được tái lập từ tỉnh Phú Khánh, huyện Sơn Hòa thuộc tỉnh Phú Yên.
Ngày 23 tháng 3 năm 1994, điều chỉnh một phần diện tích và dân số của xã Krông Pa thuộc huyện Sơn Hòa vào huyện Sông Hinh.
Ngày 20 tháng 7 năm 1997, thành lập xã Ea Chà Rang trên cơ sở 8.280,55 ha diện tích tự nhiên và 1.220 nhân khẩu của xã Suối Trai.
Ngày 28 tháng 4 năm 1999, thành lập xã Suối Bạc trên cơ sở điều chỉnh: 
- 2.528 ha diện tích tự nhiên và 3.184 nhân khẩu của xã Sơn Phước
- 1.036 ha diện tích tự nhiên và 828 nhân khẩu của thôn Trung Hòa, thị trấn Củng Sơn.[6]

Huyện Sơn Hòa có 1 thị trấn và 13 xã như hiện nay.